# Калиш-Поморски (гмина)
Калиш-Поморски (пол. Kalisz Pomorski) — гмина (волость) в Польше, входит как административная единица в Дравский повет, Западно-Поморское воеводство. Население — 7363 человека (на 2013 год).